# Антон Добош
Антон Добош (рум. Anton Doboș, нар. 13 жовтня 1965, Сермашу) — румунський футболіст, що грав на позиції захисника.
Виступав, зокрема, за «Динамо» (Бухарест) та «Стяуа», а також національну збірну Румунії, у складі якої був учасником чемпіонату світу та Європи.

## Клубна кар'єра
У дорослому футболі дебютував 1985 року виступами за команду «Прогресул» (Бреїла), в якій провів один сезон, взявши участь у 12 матчах другого дивізіону Румунії. Після цього ще один рік провів там же за клуб «Аріешул» (Турда).
У 1987 році перейшов в клуб вищого румунського дивізіону «Університатя» (Клуж-Напока), за який зіграв 46 матчів і забив 5 м'ячів у чемпіонаті Румунії. Після цього у 1989—1991 роках грав за бухарестське «Динамо», у складі якого ставав чемпіоном Румунії в сезонах 1989/90 і 1991/92, а також допоміг команді виграти національний кубок в сезоні 1989/90.
На початку 1992 році Добош перейшов до складу головного суперника «динамівців» клубу «Стяуа», у складі якого виграв 4 національних першості (в сезонах 1992/93, 1993/94, 1994/95 і 1995/96), два Кубка Румунії (в сезонах 1991/92 і 1995/96) і 2 Суперкубка Румунії (в 1994 і 1995 роках).
Згодом з 1987 по 1991 рік грав у складі команд клубів «Аріешул» (Турда), «Університатя» (Клуж-Напока) та «Динамо» (Бухарест). Протягом цих років виборов титул чемпіона Румунії, ставав володарем Кубка Румунії.
Влітку 1996 року Антон Дубош відправився до Греції, де підписав контракт з АЕКом. 8 вересня 1996 року в матчі чемпіонату Греції проти клубу «Кавала» він дебютував за новий клуб. 22 грудня того ж року в матчі проти клубу «Верії» забив перший гол у чемпіонаті Греції. Всього провів у складі грецького клубу два сезони. За цей час додав до переліку своїх трофеїв титул володаря Кубка Греції.
Завершив професійну ігрову кар'єру у іншому грецькому клубі «Етнікос» (Пірей), за який виступав протягом сезону 1999/00 років у другому зп рівнем дивізіоні країни.

## Виступи за збірну
22 вересня 1993 року дебютував в офіційних матчах у складі національної збірної Румунії в товариській грі проти збірної Ізраїлю, втім після цього не залучався до збірної більше року, зігравши аж в лютому 1995 року у двох товариських матчах. Після цього 15 листопада 1995 року зіграв свій перший офіційний матч у останній грі відбору на Євро-1996, проти Словаччини (2:0), який вже не мав турнірного значення, оскільки команда гарантувала собі вихід на турнір.
На самому чемпіонаті Європи 1996 року в Англії Добош зіграв в одному матчі проти Іспанії (1:2), а його збірна програвши всі три матчі стала останньою у групі. Через два роки Добош поїхав з командою на чемпіонат світу 1998 року у Франції, де також зіграв у одній грі — 26 червня проти збірної Тунісу. Ця гра стала останньою для Добоша у футболці збірної. Загалом протягом кар'єри у національній команді, яка тривала 6 років, провів у формі головної команди країни 23 матчі, забивши 1 гол.

## Подальше життя
Після закінчення кар'єри з 2002 по 2005 роки Добош був президентом «Політехніки» (Тімішоара), а 2004 року навіть недовго був виконувачам обов'язків головного тренера до приходу Косміна Олерою.
У 2007 році він став президентом «Університаті» (Клуж-Напока), втім після серйозної автокатастрофи 31 серпня 2008 року, коли він пробув кілька днів у комі і частково втратив пам'ять, йому довелося піти у відставку.

## Титули і досягнення
- Чемпіон Румунії (5):

«Динамо» (Бухарест): 1989–90
«Стяуа»: 1992–93, 1993–94, 1994–95, 1995–96
- Володар Кубка Румунії (3):

«Динамо» (Бухарест): 1989–90
«Стяуа»: 1991–92, 1995–96
- Володар Суперкубка Румунії (2):

«Стяуа»: 1994, 1995
- Володар Кубка Греції (1):

АЕК: 1996–97
- Володар Суперкубка Греції (1):

АЕК: 1996